# Hemidesmosoma

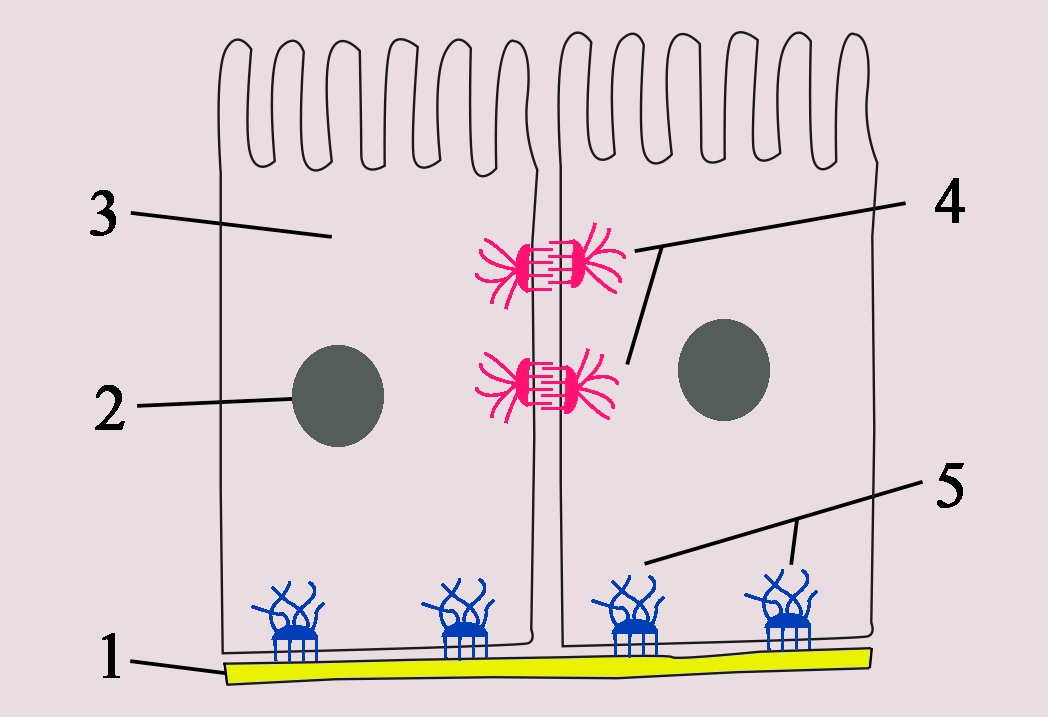
1. Membrana basal, 2. Núcleo celular, 3. Citoplasma, 4. Desmosomas, 5. Hemidesmosomas.

Los hemidesmosomas son estructuras de unión celular que conectan las células epiteliales a la membrana basal. Son especialmente importantes en los tejidos sometidos a tensión mecánica. Aunque guardan algunas similitudes con los desmosomas, su función es diferente. El desmosoma une una célula con la vecina, mientras que el hemidesmosona une la célula con la matriz extracelular.

## Descripción

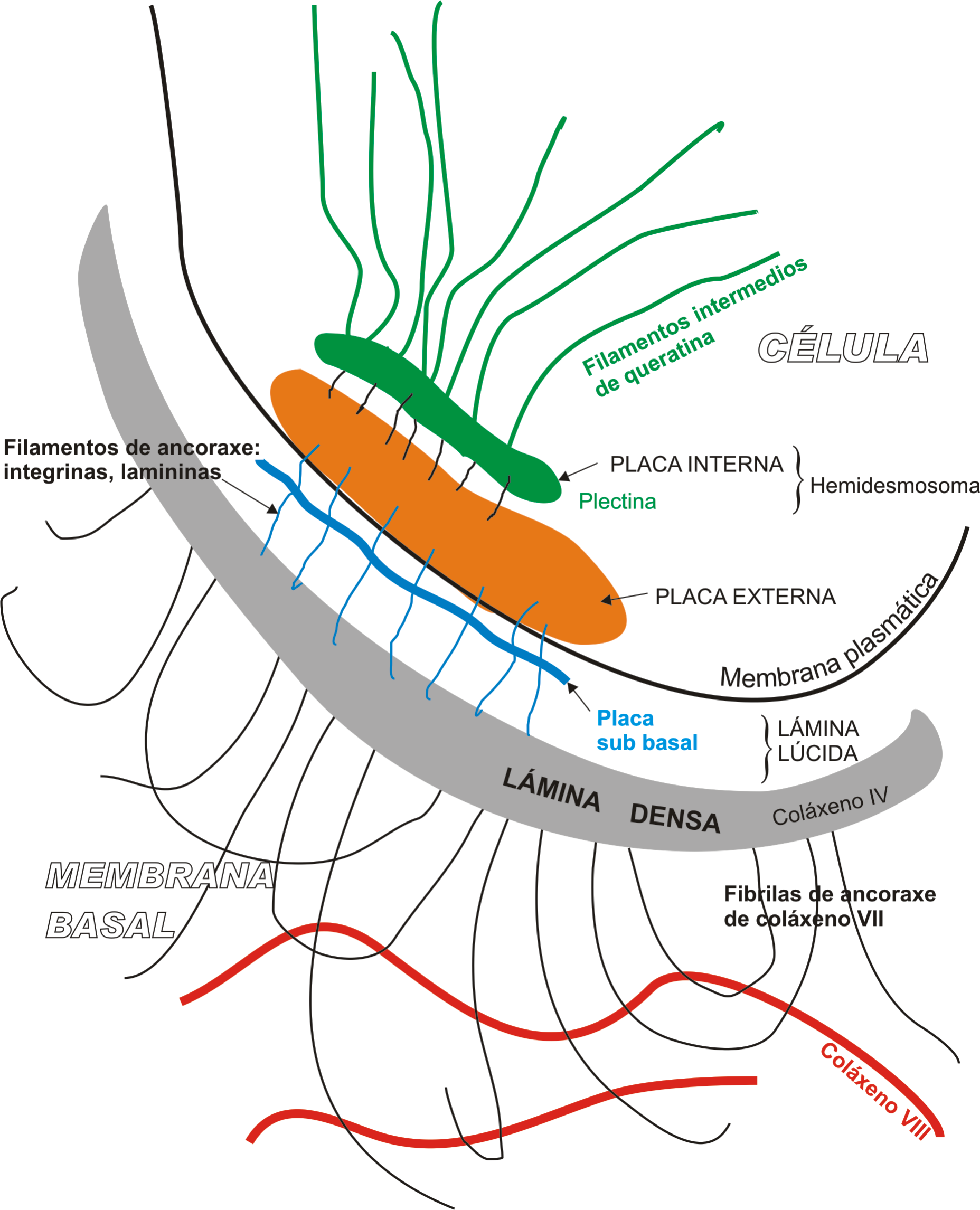
Estructura de un hemidesmosoma

Los tejidos epiteliales están formados por láminas continuas de células que revisten órganos, cavidades y canales del organismo. Ejemplos de epitelio son las células de la piel y las de la mucosa de la boca, esófago e intestino. Las células que forman el epitelio no son independientes entre sí, sino que están unidas a las células y estructuras vecinas por unas formaciones que se llaman uniones celulares, que sirven para que los epitelios tengan integridad estructural y funcional. Existen diferentes tipos de uniones celulares, una de las cuales es el hemidesmosoma.
Los hemidesmosomas se incluyen dentro del tipo de uniones celulares conocidas como uniones de anclaje. Éstas establecen conexiones entre los citoesqueletos de las células epiteliales. Los hemidesmosomas son estructuras de unión que se encuentran en las zonas en que las células epiteliales están en contacto con la membrana basal. Tienen la función de asociar el citoesqueleto intracelular de citoqueratina con la matriz extracelular situada fuera de la célula. Están formados por moléculas transmembrana denominadas integrinas como la integrina α6β4.
Los hemidesmosomas aparecen sobre todo en aquellos epitelios que necesitan una adhesión fuerte al tejido conjuntivo subyacente. Por ejemplo, la mucosa de la boca, la mucosa vaginal, córnea, piel y esófago. En estos órganos suelen producirse fuerzas mecánicas intensas que arrancarían las células epiteliales si no estuvieran unidas al tejido subyacente mediante los hemidesmosomas.